# 푸른길도서관
푸른길도서관은 광주광역시 남구 소재의 도서관이다. 경전선의 폐선부지에 조성된 레일 트레일 형태의 공원인 푸른길앞에 지어져서 푸른길의 이름을 따왔다.

## 연혁
- 2012년 10월 6일 남구푸른길도서관 착공
- 2013년 3월 직제변경(교육지원과 ⇒ 도서관과)
- 2013년 10월 28일 남구푸른길도서관 준공
- 2013년 12월 19일 남구푸른길도서관 개관

## 시설현황
- 3층: 시청각실, 종합자료실
- 2층: 꿈다락방, 문화교실, 도란도란
- 1층: 어린이자료실
- 지하1층: 보존서고

## 이용 안내
이용 시간
- 평일 09:00 ~ 18:00
- 토·일요일 09:00 ~ 17:00

휴관일
- 정기휴관일: 푸른길도서관 - 매주 월요일
- 법정공휴일: 관공서 공휴일 (단, 설과 추석 공휴일이 아닌 일요일은 제외)
- 임시휴관일: 도서관 사정으로 관장이 지정한 날